# Conus neoguttatus
Conus neoguttatus é uma espécie de gastrópode do gênero Conus, pertencente à família Conidae.